# أبسيكون (نيوجيرسي)
أبسيكون (بالإنجليزية: Absecon city, New Jersey)‏ هي مدينة تقع بولاية نيوجيرسي في الولايات المتحدة. تبلغ مساحتها 18.69 كم2، وترتفع عن سطح البحر 0.9144000000000001 م، بلغ عدد سكانها 8,411 نسمة في عام 2010 حسب إحصاء مكتب تعداد الولايات المتحدة وتصل الكثافة السكانية فيها 450 نسمة لكل كيلومتر مربع (1,165.5/ميل2).

## التركيبة السكانية
حدّد مكتب تعداد الولايات المتحدة بيانات التركيبة السكانية لأبسيكون في تعداد الولايات المتحدة. في ما يلي، التركيبة السكانية حسب تعدادي 2000 و2010.

### تعداد عام 2000
بلغ عدد سكان أبسيكون 7,638 نسمة بحسب تعداد عام 2000، وبلغ عدد الأسر 2,773 أسرة وعدد العائلات 2,084 عائلة مقيمة في المدينة. في حين سجلت الكثافة السكانية 408.7 نسمة لكل كيلومتر مربع (1,058.5/ميل2). وبلغ عدد الوحدات السكنية 2,902 وحدة بمتوسط كثافة قدره 155.3 لكل كيلومتر مربع (402.2/ميل2).
وتوزع التركيب العرقي للمدينة بنسبة 83.31% من البيض و6.01% من الأمريكيين الأفارقة و0.17% من الأمريكيين الأصليين و7.46% من الأمريكيين ذوي الأصول الآسيوية و1.51% من الأعراق الأخرى و1.54% من عرقين مختلطين أو أكثر و3.77% من الهسبانيون أو اللاتينيون من أي عرق.
بلغ عدد الأسر 2,773 أسرة كانت نسبة 35.9% منها لديها أطفال تحت سن الثامنة عشر تعيش معهم، وبلغت نسبة الأزواج القاطنين مع بعضهم البعض 59.6% من أصل المجموع الكلي للأسر، ونسبة 11.2% من الأسر كان لديها معيلات من الإناث دون وجود شريك، بينما كانت نسبة 4.3% من الأسر لديها معيلون من الذكور دون وجود شريكة وكانت نسبة 24.8% من غير العائلات. تألفت نسبة 19.2% من أصل جميع الأسر من عدة أفراد يعيشون في نفس المنزل ونسبة 7.9% كانت تتألف من شخص يعيش بمفرده يبلغ من العمر 65 عاماً أو أكثر. وبلغ متوسط حجم الأسرة المعيشية 2.69، أما متوسط حجم العائلات فبلغ 3.08.
بلغ العمر الوسطي للسكان 40.3 عاماً. وكانت نسبة 23.5% من القاطنين تحت سن الثامنة عشر، وكانت نسبة 5.7% بين الثامنة عشر والرابعة والعشرين عاماً، ونسبة 29.6% كانت واقعةً في الفئة العمرية ما بين الخامسة والعشرين والرابعة والأربعين عاماً، ونسبة 24.9% كانت ما بين الخامسة والأربعين والرابعة والستين، ونسبة 14.1% كانت ضمن فئة الخامسة والستين عاماً فما فوق. يوجد لكل 100 أنثى 94.4 ذكر، ويوجد لكل 100 أنثى في الثامنة عشر من عمرها فما فوق 91.3 ذكر.
بلغ متوسط دخل الأسرة في المدينة 55,745 دولارًا، أما متوسط دخل العائلة فبلغ 61,563 دولارًا. وكان متوسط دخل الذكور 47,984 دولارًا مقابل 31,663 دولارًا للإناث. وسجل دخل الفرد الخاص بالمدينة 23,615 دولارًا. وكانت نسبة 3.2% من العائلات ونسبة 4.8% من السكان تحت خط الفقر، وكان من هؤلاء نسبة 6.4% تحت سن الثامنة عشر ونسبة 4.3% في الخامسة والستين من العمر وما فوق.

### تعداد عام 2010
بلغ عدد سكان أبسيكون 8,411 نسمة بحسب تعداد عام 2010، وبلغ عدد الأسر 3,179 أسرة وعدد العائلات 2,254 عائلة مقيمة في المدينة. في حين سجلت الكثافة السكانية 450 نسمة لكل كيلومتر مربع (1,165.5/ميل2). وبلغ عدد الوحدات السكنية 3,365 وحدة بمتوسط كثافة قدره 180 لكل كيلومتر مربع (466.2/ميل2).
وتوزع التركيب العرقي للمدينة بنسبة 76.45% من البيض و9.89% من الأمريكيين الأفارقة و0.38% من الأمريكيين الأصليين و7.93% من الأمريكيين ذوي الأصول الآسيوية و2.94% من الأعراق الأخرى و2.41% من عرقين مختلطين أو أكثر و7.50% من الهسبانيون أو اللاتينيون من أي عرق.
بلغ عدد الأسر 3,179 أسرة كانت نسبة 30.7% منها لديها أطفال تحت سن الثامنة عشر تعيش معهم، وبلغت نسبة الأزواج القاطنين مع بعضهم البعض 53.3% من أصل المجموع الكلي للأسر، ونسبة 13% من الأسر كان لديها معيلات من الإناث دون وجود شريك، بينما كانت نسبة 4.6% من الأسر لديها معيلون من الذكور دون وجود شريكة وكانت نسبة 29.1% من غير العائلات. تألفت نسبة 22.8% من أصل جميع الأسر من عدة أفراد يعيشون في نفس المنزل ونسبة 9.8% كانت تتألف من شخص يعيش بمفرده يبلغ من العمر 65 عاماً أو أكثر. وبلغ متوسط حجم الأسرة المعيشية 2.60، أما متوسط حجم العائلات فبلغ 3.07.
بلغ العمر الوسطي للسكان 44.1 عاماً. وكانت نسبة 20.8% من القاطنين تحت سن الثامنة عشر، وكانت نسبة 7.2% بين الثامنة عشر والرابعة والعشرين عاماً، ونسبة 23.2% كانت واقعةً في الفئة العمرية ما بين الخامسة والعشرين والرابعة والأربعين عاماً، ونسبة 31.8% كانت ما بين الخامسة والأربعين والرابعة والستين، ونسبة 17% كانت ضمن فئة الخامسة والستين عاماً فما فوق. وتوزع التركيب الجنسي للسكان بنسبة 48% ذكور و52% إناث.

## وصلات خارجية
- الموقع الرسمي